# Antonio Testa
Antonio Testa (Verona, 18 aprile 1933 – Padova, 26 marzo 2013) è stato un politico italiano.

## Biografia
Laureatosi in giurisprudenza a Padova, esercita la professione di avvocato. Interessato all'economia e sostenitore della laicità dello Stato, aderisce al Partito Socialista Italiano (PSI). Due volte segretario della Federazione del PSI (dal 1969 al 1972 e dal 1975 al 1976), viene eletto consigliere regionale del Veneto il 7 giugno 1970, quando per la prima volta debutta l'assemblea regionale e il partito di Pietro Nenni ottiene il 10,45% dei voti. È stato eletto quattro volte deputato alla Camera: nel 1976, 1983, 1987 e 1992. Conclude il mandato parlamentare nel 1994.
Muore nel marzo 2013 all'età di 79 anni.

## Gli incarichi parlamentari

### VII legislatura della Repubblica italiana
- Giunta per l'esame delle domande di autorizzazione a procedere in giudizio
- Segretario dal 16 luglio 1976 al 19 giugno 1979

### IX legislatura della Repubblica italiana
- IV Commissione (giustizia)
- Vicepresidente dal 10 agosto 1983 al 24 settembre 1985
- Vicepresidente dal 25 settembre 1985 al 1º luglio 1987

### X legislatura della Repubblica italiana
- IX Commissione (trasporti, poste e telecomunicazioni)
  - Presidente dal 4 agosto 1987 al 17 ottobre 1989
  - Presidente dal 18 ottobre 1989 al 15 ottobre 1991
  - Presidente dal 16 ottobre 1991 al 22 aprile 1992

### XI legislatura della Repubblica italiana
- Commissione speciale per l'esame, in sede referente, dei progetti di legge concernenti la riforma dell'immunità parlamentare
- Vicepresidente dal 21 maggio 1992 al 14 aprile 1994